# Fernkabel

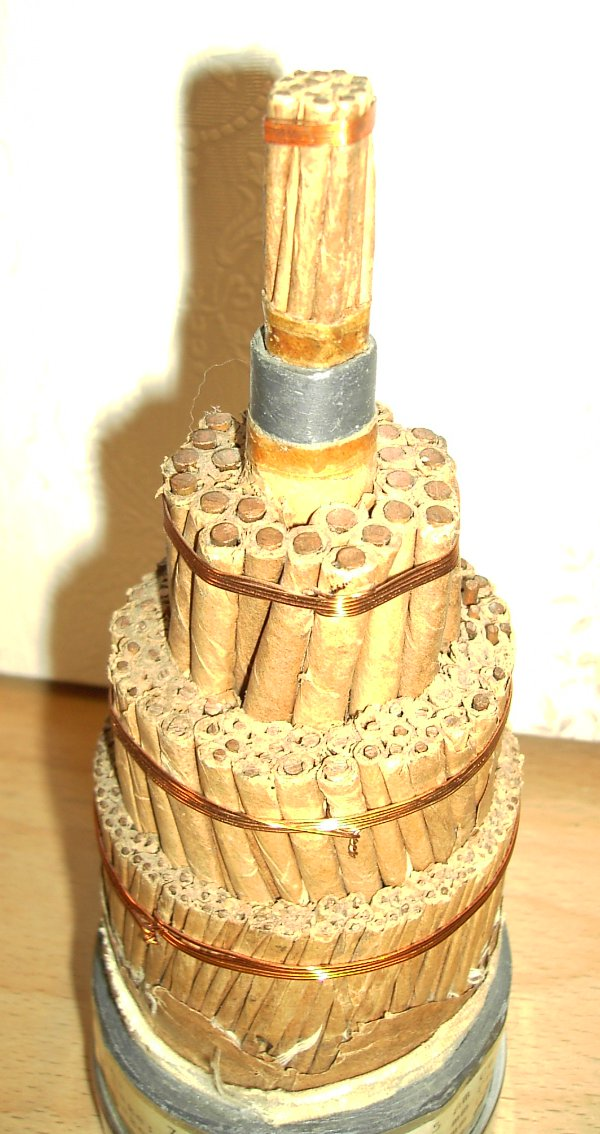
Muster vom Rheinlandkabel

Als Fernkabel oder Weitnetzkabel werden in der Nachrichtentechnik Kabel bezeichnet, die im Unterschied zum Ortskabel der Abwicklung des Nachrichtenverkehrs zwischen verschiedenen Vermittlungsstellen im Weitverkehrsbereich dienen. Der Überbegriff ist Weitnetzkabel. Weitnetzkabel sind Fernkabel (Fk), Hauptamtskabel (Hk), Knotenamtskabel (Kk). Fernkabel gehen von Hauptamt zu Hauptamt und im zwischenstaatlichen Verkehr. Hauptamtskabel gehen vom Hauptamt zum Knotenamt oder von Knotenamt zu Knotenamt. Knotenamtskabel gehen vom Knotenamt zum Endamt oder von Endamt zu Endamt. Nach genauer Definition verbinden Fernkabel die Hauptvermittlungsstellen (HVSt). Die alte Bezeichnung für Hauptvermittlungsstelle ist Hauptamt.
Fernsprech-Fernverbindungen wurden in Deutschland bis 1912 fast ausschließlich über Freileitungslinien realisiert. Im Winter 1909 kam es durch eine extreme Wetterlage (gefrierender Schnee und Sturm) dazu, dass um Berlin und um Magdeburg reihenweise die Gestänge und Masten der Fernlinien umbrachen. Es gelang trotz großer Anstrengungen erst nach Monaten, die Schäden zu reparieren. Dieses Ereignis gilt als Auslöser für die Pläne, nun beschleunigt Weitverkehrskabel in der Erde zu verlegen. Man hatte inzwischen auch genug Erfahrung, wie man mittels Pupinisierung oder mittels Krarupkabel die Dämpfung der Weitverkehrsverbindungen verringern konnte. Das Übersprechen zwischen einzelnen Leitungen konnte durch eine geeignete Verseilung beherrscht werden.

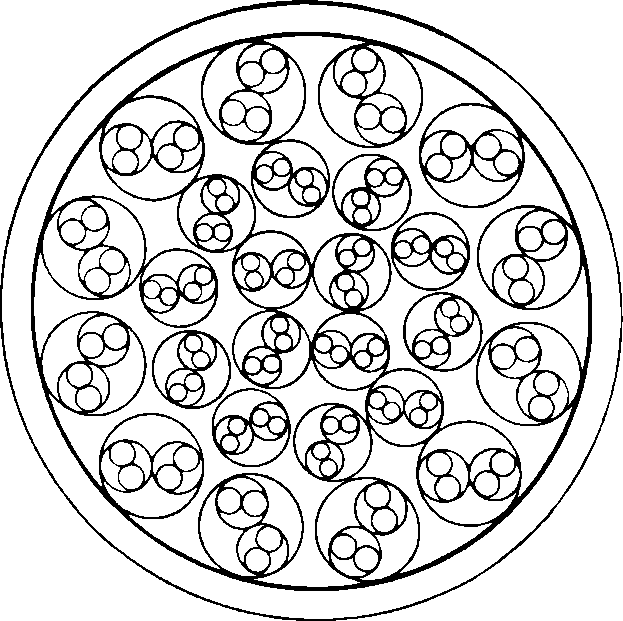
Schnittzeichnung Rheinlandkabel, Abschnitt Berlin-Hannover

Im Juli 1912 erhielt die Firma Siemens & Halske den Auftrag zur Verlegung des sogenannten Rheinlandkabels, das 1913/1914 zunächst von Berlin nach Hannover verlegt wurde. Da Leitungsverstärker zwar seit 1912 existierten, diese aber noch nicht erprobt waren, wurde das Rheinlandkabel zunächst so konstruiert, dass ohne Verstärkung durch Verstärkerämter eine Sprechverständigung von Berlin bis ins Rheinland möglich gewesen wäre. Als die Arbeiten an der Kabellinie nach dem Ersten Weltkrieg wiederaufgenommen wurden, wurden die Möglichkeiten der Einschaltung von Verstärkern natürlich berücksichtigt.
Die ständig steigende Nachfrage nach Sprechkanälen hatte bereits um 1914 zu Versuchen geführt, mehrere Kanäle im Trägerfrequenzverfahren über eine Leitung zu führen. Die Nachrichtentruppe des Heeres förderte seit 1917 Versuche, statt neue Freileitungen zu bauen, die vorhandenen besser auszunutzen, indem oberhalb des normalerweise benutzten Frequenzbandes ein weiterer Sprechkanal trägerfrequent übertragen wurde. Phantomschaltungen ermöglichten sowohl auf gekreuzt geführten Freileitungen als auch auf Fernkabel-Doppeladern die Mehrfachausnutzung der Übertragungswege mit minimalem technischen Aufwand. Die schon vor 1914 erprobte Simultanschaltung zur gleichzeitigen Übertragung von Telefongesprächen und Telegrammen auf derselben Leitung wurde verstärkt eingeführt. Die zwei grundlegenden technischen Innovationen der Kriegszeit, der Verstärker und die Gabelschaltung, waren besonders für die Überwindung großer Entfernungen geeignet. Seit 1916 wurden verbesserte Verstärker, die Hochvakuumröhren, in Massenfertigung hergestellt. Mit der Entwicklung der Elektronenröhre gelang es 1918, bis zu 100 km im Trägerfrequenzverfahren auf Freileitungen zu überbrücken. Die ersten deutschen Hochfrequenzämter entstanden 1920/1921 in Berlin, Hamburg, München und anderen Städten.
Gabelschaltungen waren im analogen Fernleitungsnetz wichtige Baugruppen. Durch die Dämpfung des Signals mussten in regelmäßigen Abständen Verstärker in die Fernleitungen eingefügt werden. Da Verstärker aber nur in eine Richtung das Signal verstärken können, mussten vor den Verstärkern auf einer Zweidrahtleitung durch eine Gabelschaltung die Gesprächsrichtungen getrennt werden. Die Signale wurden dann durch zwei Verstärker für jede Richtung getrennt verstärkt und hinter dem Verstärker wieder zu einer Zweidrahtleitung zusammengeführt. Wegen der Pfeifsicherheit konnten jedoch in einer Zweidrahtleitung in der Praxis nicht mehr als drei Verstärker eingeschleift werden, weil die Leitung sonst instabil wurde. Erst durch den Einsatz von Vierdrahtleitungen konnten fast beliebig viele Verstärker hintereinander geschaltet werden und dadurch über große Entfernungen eine klare Verständigung ermöglicht werden.
Es sollten noch zehn Jahre vergehen, bis es 1932 gelang, Trägerfrequenzfernsprechen über Fernkabel zu realisieren. Hier erwies sich die Entscheidung aus der Vergangenheit als besonders weitsichtig, den Pupinkabeln den Vorzug vor den Krarupkabeln zu geben.

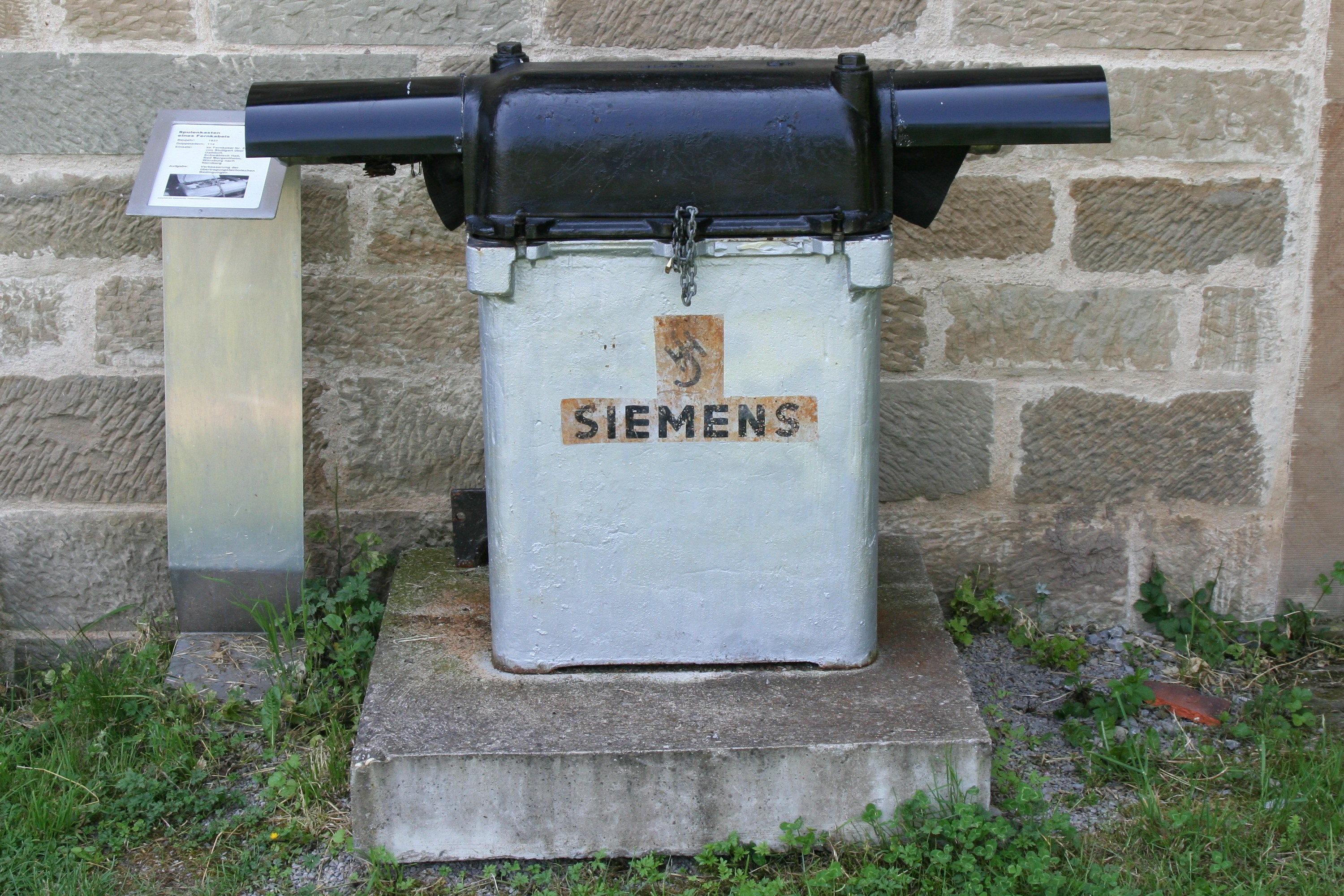
Fernkabel-Spulenkasten von 1937

Für den Einsatz von Niederfrequenzverstärkern in Kabeladern musste die Bespulung der Adern verringert und für den Trägerfrequenzbetrieb ganz entfernt werden. Da die Spulenelemente in besonderen Spulenkästen längs der Kabeltrasse untergebracht waren, gelang dies problemlos.
Das Fernkabelnetz wurde seit 1921 von der Deutschen Fernkabel Gesellschaft verlegt und unterhalten, einem gemeinsamen Unternehmen von Postministerium und Kabellieferanten. Die Ortsvermittlungsstellen wurden automatisiert, das Fernnetz verkabelt und damit vor Witterungseinflüssen abgeschirmt, die Übertragungsreichweiten mit Verstärkern erweitert. Zu besseren Auslastung übertrugen die Kabel nicht nur Telefongespräche, sondern auch Telegramme und übertrugen Rundfunksendungen von den zentralen Sendestudios in Berlin zu den dezentralen Sendern im gesamten Reichsgebiet. Nach der Verknüpfung der in ganz West- und Nordeuropa wachsenden nationalen Fernkabelnetze und nach dem Beginn der Funktelefonie nach Übersee 1927 setzte sich dann das Telefon weltweit gegen den Telegraphen durch.
Anfang der 1930er Jahre begann man auch damit, Breitband-Koaxialkabel zu entwickeln (zum Beispiel Typ 21a). Die Inbetriebnahme des ersten Breitband-Koaxialkabels der DRP, das Kabel FK501 Berlin-Trebnitz-Leipzig, erfolgte am 1. März 1936 zur Eröffnung der Leipziger Messe. Das FK502 für Fernsprechen und Fernsehen sowie für Bildfernsprechen wurde am 12. Juli 1938 auf der Strecke Trebnitz-München angeschlossen. Bis 1944 erreichten diese Kabel Hamburg, Wien, Frankfurt und Köln. Neben den Breitbandkabeln wurden auch spezielle Trägerfrequenzkabel (zum Beispiel Typ 24b) entwickelt. Diese Kabel wurden vorrangig im Nahbereich eingesetzt.
Um das Nebensprechen zwischen den Übertragungsrichtungen gering zu halten, können Fernkabel physisch aus zwei nebeneinander verlegten Kabeln bestehen, eines für die Richtung A–B, das andere für die Richtung B–A. Im Zuge der Digitalisierung der Kommunikationsnetze vollzog sich im Fernkabelbereich dann der Übergang zum Glasfaserkabel.